# Facharzt für Laboratoriumsmedizin
Facharzt für Laboratoriumsmedizin, auch Laborarzt/Laborärztin, ist in Deutschland die offizielle Bezeichnung für einen Facharzt, der sich auf die ärztliche Tätigkeit im Gebiet Laboratoriumsmedizin spezialisiert hat.

## Gebiet Laboratoriumsmedizin
Das Gebiet Laboratoriumsmedizin umfasst nach der Definition der deutschen Weiterbildungsordnung für Ärztinnen und Ärzte von 2018 die Unterstützung bei der Erkennung von Krankheiten und ihren Ursachen, bei der Überwachung des Krankheitsverlaufes und bei der Bewertung therapeutischer Maßnahmen durch die Anwendung und Beurteilung morphologischer, chemischer, physikalischer, immunologischer, biochemischer, molekulargenetischer und mikrobiologischer Untersuchungsverfahren von Körperflüssigkeiten, Ausscheidungs- und Sekretionsprodukten sowie anderen Körpermaterialien einschließlich der dazu erforderlichen Funktionsprüfungen und Probennahmen sowie der Beratung von in der Vorsorge und Krankenbehandlung tätigen Ärzten.

## Facharzt-Weiterbildung
Um in Deutschland als Laboratoriumsmediziner tätig werden zu können, muss nach dem Abschluss eines Medizinstudiums und erteilter Approbation als Arzt eine mindestens fünfjährige Weiterbildung im Gebiet Laboratoriumsmedizin mit Erfolg absolviert worden sein. Die Berechtigung zur Führung einer Facharzt- oder Zusatzbezeichnung wird nach einer mündlichen Prüfung von der zuständigen Landesärztekammer erteilt.
Die Weiterbildung muss an zugelassenen Weiterbildungsstätten absolviert werden: mindestens
- 60 Monate Laboratoriumsmedizin. Davon müssen abgeleistet werden:
- 30 Monate in klinischer Chemie, im immunologischen, hämatologischen, hämostaseologischen und molekulargenetischen Labor
- 12 Monate im mikrobiologischen Labor
- 12 Monate im immunhämatologischen Labor
- 12 Monate in der stationären Patientenversorgung.

Bei der Anmeldung zur Weiterbildungsprüfung müssen der zuständigen Ärztekammer sämtliche Nachweise über die erfüllten Mindestanforderungen vorgelegt werden. Dazu gehören auch die Logbuch-Dokumentationen über alle durch die MWBO vorgegebenen Inhalte der Weiterbildung. Zur Weiterbildungsprüfung muss man darlegen, dass man über die entsprechenden Kenntnisse, Erfahrungen und Fertigkeiten im Fach verfügt.

### Inhalte der Weiterbildung
Zur Weiterbildungsprüfung muss dargelegt werden können, dass man Kenntnisse, Erfahrungen und Fertigkeiten unter anderem in folgenden Bereichen erlangt hat:
- Analytik und Einordnung in den medizinischen Kontext
- Technische Verfahren
- Klinische Chemie
- Maligne Tumoren
- Therapeutisches Drugmonitoring und Toxikologie
- Hämatologisches Labor
- Hämostaseologisches Labor
- Endokrinologisches Labor
- Immunologisches und immungenetisches Labor
- Immunhämatologisches Labor
- Infektiologische Untersuchungen
- Genetische Untersuchungen.

Die Inhalte der Musterweiterbildungsordnung sind allerdings nur eine Empfehlung für die rechtsverbindlichen Weiterbildungsordnungen der Landesärztekammern, die hiervon abweichende Regelungen treffen können.

## Zusatz-Weiterbildungen
Fachärztinnen und -ärzte für Laboratoriumsmedizin haben die Möglichkeit, sich durch eine Zusatz-Weiterbildung in Hämostaseologie weiter zu qualifizieren. 